# نوشهره (خوشاب)
نوشهره (به انگلیسی: Naushera) یک شهر در پاکستان است که در ناحیه خوشاب واقع شده‌است.